# Idiodiaptomus gracilipes
Idiodiaptomus gracilipes là một loài động vật giáp xác Copepoda thuộc họ Diaptomidae . Đây là loài đặc hữu của Brasil. Môi trường sống tự nhiên của chúng là đầm nước ngọt.